# Lycus (zoon van Hyrieus)
Lycus (Oudgrieks: Λύκος, Lykos) was in de Griekse mythologie de heerser van het oude Thebe (Boeotië). Zijn heerschappij werd opgevold de tweeling Amphion en Zethus maar zelf volgde hij zijn broer Nycteus op.

## Familie
Lycus’s echtgenote was Dirce en vermoedelijk was hij ook de vader van een andere Lycus. Hij was ook de oom van Antiope, de dochter van zijn broer, Nycteus. Lycus en zijn broer Nycteus komen of te wel van Cthonius, een van de Spartoien, of te wel van de nimf Cloria en Hyrieus, de zoon van Poseidon en Alkyone, of te wel van Poseidon en de Pleade Celaeno.

## Mythologie
Nadat Lycus en Nycteus koning Phlegyas hadden vermoord, waren ze gevlucht uit Euboea. Ze vonden een vestigplaats in Hyrcanië.Vervolgens trokken ze naar Thebe bij hun vriend koning Pentheus.
Pentheus' opvolger, die gehuwd was met Nycteis, de dochter van Nycteus, heette Polydorus. Nycteus diende als regent voor de zoon van Polydorus genaamd Labdacus, nadat Polydorus op jonge leeftijd stierf. Een ander dochter van Nycteus, Antiope, werd bevrucht door Zeus, en vluchtte naar Sicyon om met koning Epopeus te huwen.
Pausanias had geschreven dat Nycteus oorlog voerde tegen Epopeus, maar gewond geraakt was in de strijd en stierf nadat hij was teruggedragen naar Thebe, waar hij Lycus aanstelde als regent voor Labdacus. Nycteus drong er bij Lycus op aan om Epopeus blijven aan te vallen, en Antiope te heroveren en te straffen. De oorzaak van Epopeus’ dood is dezelfde als die van Nyceus namelijk bloedverlies van bij een wonde. Zijn erfgenaam Lamedon stond toen Antiope vrijelijk af om oorlog te voorkomen.
De Bibliotheca’s schrijver echter in zijn werk dat Lycus na de dood van Pentheus en Labdacus gekozen werd als regent. Toen Nycteus Antiope’s zwangerschap ontdekte werd hij zo beschaamd dat hij zelfmoord pleegde. Lycus vond nu meer reden om zijn aanval verder op gang te zetten door zich te wreken op haar omdat hij besloten had dat hij haar zelf wilde straffen. Hij droeg haar na de strijd met succes weg.
In beide gevallen, Antiope beviel van de tweeling, Amphion en Zethus, de opvolgers van Lycus. Ze beval op de terugweg naar Thebe, in de buurt van de berg Kithairon. Lycus liet de baby's achter bij herders.
Toen Lycus terug thuis was in Thebe kreeg hij de voogdij over zijn nichtje, Antiope. Zij werd door Lycus overgedragen aan Dirce, die haar meenam, opsloot en wreed martelde. Na vele pijnlijke jaren ontsnapte Antiope en zocht ze haar zonen die ze dan uiteindelijk vond. Ze zwoeren wraak te nemen voor wat hun moeder al die jaren werd aangedaan door Lycus en zijn echtgenote. Uiteindelijk besloten ze om terug te keren naar Thebe om daar Lycus en Dirce te vermoorden en de heerschappij over de stad over te nemen. Volgens Euripides, verbood Hermes de tweeling om Lycus te doden, hoewel hij Lycus dwong om hen Thebe te geven.